# Hipotetyczne planety Układu Słonecznego
Hipotetyczne planety – planety których istnienie nie zostało potwierdzone. Na przestrzeni wieków astronomowie spekulowali istnienie wielu planet, często spekulacje owe szły w parze z odkryciami naukowymi. Przykłady to hipotetyczne planety Wulkan, Terraluna, Antychton, Faeton, Uraneptun i Planeta X.

## Wulkan
Wulkan był hipotetyczną planetą bądź planetoidą, która miała krążyć bliżej Słońca niż Merkury. Jego zakładana orbita miała znajdować się nie bliżej Słońca niż 0,03 j.a., gdyż poniżej tej granicy orbita byłaby zbyt niestabilna i doprowadziłaby do nieuchronnego zderzenia ze Słońcem. Dokładne obserwacje tych rejonów Układu Słonecznego wykluczyły jednak istnienie planety lub nawet planetoidy tak blisko Słońca, gdyż przy obecnym stanie wiedzy dawno można by je zauważyć (albo są tak małe, że kwalifikują się do kategorii pyłu kosmicznego). Do dziś jednak nazwa Wulkan pozostaje nieużywana w oficjalnej nomenklaturze astronomicznej „na wszelki wypadek”.

## Terraluna i Thea
Terraluna to hipotetyczna planeta, która miała istnieć w miejscu Ziemi przed jej rozpadem na Ziemię i Księżyc. Hipoteza ta zakłada fakt, że oba wyżej wymienione ciała były kiedyś jedną planetą, która rozpadła się w wyniku bądź to zderzenia z innym ciałem niebieskim – Theą, wielkości Marsa, bądź też rozpadła się w wyniku samoistnej rotacji. Hipotezy tej do dziś nie da się wykluczyć, chociaż bardziej popularne wśród astronomów są inne tezy na temat powstania Księżyca. Jednym z poważniejszych argumentów przeciwko tej tezie jest to, że siła zderzenia z obiektem o takiej masie najprawdopodobniej rozrzuciłaby protomateriał planety na kawałki, nie dopuszczając do powstania jakiegokolwiek większego ciała, co może być z kolei prawdopodobne w wypadku Faetona.

## Faeton
Faeton to hipotetyczna planeta, która miała się znajdować pomiędzy Marsem a Jowiszem w miejscu, gdzie dziś znajduje się pas planetoid. Istnienie planety na wyżej wymienionej orbicie przewiduje reguła Titiusa-Bodego, która oblicza odległość planety od Słońca na podstawie numeru kolejnego jej orbity. Zgodnie z tą regułą, między Marsem a Jowiszem powinna się znajdować jeszcze jedna planeta. Gdy w XIX wieku odkryto ciało niebieskie, które krążyło na orbicie pasującej do opisu (odległość od Słońca ok. 2,7 j.a.) ochrzczono je Ceres i dumnie okrzyknięto planetą. Jednak następne dziesięciolecia przyniosły rozczarowanie: domniemana planeta okazała się bardzo mała, a w pobliżu odkryto zdumiewająco wiele podobnych obiektów, dzięki którym wprowadzono do nomenklatury astronomicznej nową kategorię ciał – planetoidy. Nie zakończyło to jednak spekulacji z powodu mnogości ciał, niektórzy astronomowie zaczęli podejrzewać, jakoby powstały one w wyniku rozpadu większej planety, która miała istnieć w tym miejscu w bliżej nieokreślonej przeszłości. Planetę tę „ochrzczono” mianem Faetona na cześć nieszczęsnego syna Słońca, którego Zeus strącił swym piorunem. Jednak dalsze badania wykluczyły także istnienie tego ciała niebieskiego ze względu na zbyt małą masę całkowitą pasa planetoid. Mimo łączenia tej planety w jedność z Marsem hipoteza nie zyskała od tamtej pory popularności.
W 2006 roku, gdy oficjalnie pozbawiono Plutona prawa do tytułu planety, utworzono nową kategorię planety karłowatej. Jakby rehabilitując Ceres, nadano jej również ów tytuł, w imię pamięci po obalonej teorii Faetona.

## Uraneptun
Kolejną planetą, która wyłamywała się z reguły Titiusa-Bodego, był Neptun. Krąży on po nieregularnej orbicie, a sam Uran jest nienaturalnie przewrócony na bok. To nienaturalne ułożenie ciał niebieskich na peryferiach Układu Słonecznego zasugerowało hipotezę, jakoby doszło tam niegdyś do potężnej katastrofy – bliżej nieokreślona kometa miała zderzyć się z hipotetyczną planetą wielkości Jowisza lub Saturna (nazwaną nieoficjalnie Uraneptunem), która rozpadła się na dwa mniejsze kawałki – przyszłego Urana i Neptuna. W wyniku tego zderzenia Uran miał przewrócić się na bok, a Neptun odlecieć na peryferia Układu. W zderzeniu miała także ucierpieć Miranda, księżyc Urana, który wygląda jakby rozpadł się, a następnie pozbierał się z kilku kawałków w przypadkowy sposób. Do dziś nie wykluczono oficjalnie tej hipotezy, choć są znane pośrednie dowody przeciwko niej.

## Planeta X
Od czasu odkrycia Urana i Neptuna podejrzewano, że jeszcze dalej mogą znajdować się inne, odleglejsze planety. Sprawę utrudniało to, że gdy Neptun wyłamał się z reguły Titiusa-Bodego, może się z niej wyłamać także kolejna, dziewiąta planeta, w związku z czym nie wiadomo było, jak daleko szukać hipotetycznej dziewiątej planety. Dowodem na jej istnienie miały być nienaturalne zaburzenia w orbitach Urana i Neptuna. Mimo długiego okresu bez odkrycia owej hipotetycznej planety, zwolennicy tej teorii nie poprzestawali w wysiłkach, gdyż sugerowano, że skoro wciąż nie odnaleźliśmy planety X, jest ona najprawdopodobniej bardzo daleko i bardzo masywna. Po latach poszukiwań udało się zwieńczyć je czasowym sukcesem – w 1930 roku amerykański astronom Clyde Tombaugh odkrył ciało niebieskie, które zdawało się pasować do oczekiwań. Nazwano je Plutonem i szumnie, podobnie jak w wypadku Ceres, włączono je do grona planet. Jednak nadchodzący wiek miał przynieść degradację Plutonowi – okazało się, że zaburzenia orbit Urana i Neptuna można wyjaśnić inaczej, a ciał podobnych do Plutona w owej sferze znajduje się również bardzo dużo, co zaowocowało skatalogowaniem drugiego pasa planetoid – Pasa Kuipera. W roku 2006 oficjalnie pozbawiono Plutona tytułu planety, w wyniku odkrycia większego od niego ciała w Pasie Kuipera – planety karłowatej Eris.
Niektórzy naukowcy wciąż nie pogodzili się z takim rozwiązaniem sprawy i wciąż uparcie poszukują na peryferiach Układu ciała niebieskiego poza Pasem Kuipera, wystarczająco dużego, by można było je definitywnie nazwać planetą. Na obecny stan wiedzy, poszukiwania owe skończyły się fiaskiem.